# كايو مانتشا
كايو مانتشا (بالبرتغالية: Caio Danilo Laursen Tuponi‏) هو لاعب كرة قدم برازيلي في مركز الهجوم، ولد في 22 سبتمبر 1992 في بريزيدينت برودينت في البرازيل. لعب مع جمعية بورتوغيزا الرياضية ونادي بالميراس ونادي غواراني.

## وصلات خارجية
- كايو مانتشا على موقع قاعدة بيانات كرة القدم.إي يو (الإنجليزية)
- كايو مانتشا على موقع Soccerway.com (الإنجليزية)